# PEC Zwolle in het seizoen 2019/20 (mannen)
Het seizoen 2019/2020 was het 109e jaar in het bestaan van de Zwolse voetbalclub PEC Zwolle. De club kwam uit in de Eredivisie, deze werd door de coronacrisis echter niet uitgespeeld. Op vrijdag 24 april werd bekendgemaakt dat het huidige seizoen niet meer werd uitgespeeld. Door deze maatregel is de club op de 15e plaats geëindigd. Naast de deelname aan de Eredivisie werd er ook deelgenomen aan het toernooi om de KNVB beker, hierin werd in de tweede ronde verloren van Fortuna Sittard.

## Wedstrijdstatistieken

### Oefenduels
| Datum + plaats             | Wedstrijd                          | Uitslag        | Scoreverloop |
| -------------------------- | ---------------------------------- | -------------- | --- |
| 29 juni 2019 Wijthmen      | FC Dalfsen – PEC Zwolle            | 0 – 11 (0 – 5) | 10' Lennart Thy 0–1, 12' Stanley Elbers 0–2, 28' Pelle Clement 0–3, 45' Lennart Thy 0–4, 45+2' Clint Leemans 0–5, 52' Mike van Duinen 0–6, 62' Stefan de Bert 0–7, 68' Jarno Westerman 0–8, 78' Mike van Duinen 0–9, 90' Jarno Westerman 0–10, 90+1' Jarno Westerman 0–11 |
| 2 juli 2019 Hattem         | VV Hattem – PEC Zwolle             | 0 – 8 (0 – 3)  | 2' Clint Leemans 0–1, 17' Eliano Reijnders 0–2, 39' Mike van Duinen 0–3, 69' Zian Flemming 0–4, 75' Zian Flemming 0–5, 84' Zian Flemming 0–6, 88' Zian Flemming 0–7, 89' Zian Flemming 0–8                                                                                |
| 5 juli 2019 Coevorden      | FC Emmen – PEC Zwolle              | 1 – 1 (0 – 0)  | 47' Stanley Elbers 0–1, 52' Marko Kolar 1–1 |
| 9 juli 2019 Nieuwleusen    | PEC Zwolle – PAOK Saloniki         | 2 – 2 (1 – 2)  | 1' Karol Swiderski 0–1, 31' Karol Swiderski 0–2, 36' Dennis Johnsen 1–2, 82' Lennart Thy (p) 2–2 |
| 16 juli 2019 Zwolle        | ZAC – PEC Zwolle                   | 1 – 7 (0 – 4)  | 26' Zian Flemming 0–1, 32' Zian Flemming 0–2, 33' Eliano Reijnders 0–3, 45' Zian Flemming 0–4, 60' Jan Quispel 0–5, 72' Eliano Reijnders 0–6, 74' Lennart Thy 0–7, 84' Okke Scholten (p) 1–7                                                                              |
| 19 juli 2019 Zwolle        | PEC Zwolle – SC Cambuur            | 4 – 1 (2 – 1)  | 18' Robert Mühren 0–1, 38' Iliass Bel Hassani 1–1, 39' Iliass Bel Hassani 2–1, 68' Stanley Elbers 3–1, 74' Dennis Johnsen 4–1 |
| 27 juli 2019 Zwolle        | PEC Zwolle – Asteras Tripolis      | 1 – 0 (0 – 0)  | 67' Gustavo Hamer 1–0 |
| 5 september 2019 Bielefeld | DSC Arminia Bielefeld – PEC Zwolle | 2 – 0 (2 – 0)  | 38' Jonathan Clauss 1–0, 43' Fabian Klos 2–0 |
| 14 november 2019 Keulen    | 1. FC Köln – PEC Zwolle            | 0 – 0          | |
|                            |                                    |                | |
| 10 januari 2020 Mijas      | PEC Zwolle – SV Zulte Waregem      | 1 – 3 (0 – 2)  | 13' Mathieu De Smet 0–1, 17' Mathieu De Smet 0–2, 61' Reza Ghoochannejhad 1–2, 86' Nikolaos Kenourgios 1–3 |
| 10 januari 2020 Coín       | PEC Zwolle – Standard Luik         | 0 – 2 (0 – 2)  | 12' Maxime Lestienne 0–1, 17' Maxime Lestienne 0–2 |

### Eredivisie
| 1e speelronde | PEC Zwolle | 1 – 3 (1 – 1)    | Willem II | Opstelling PEC Zwolle: |
| 2 augustus 2019 Aanvangstijd: 20.00 uur Plaats: Zwolle MAC³PARK stadion Toeschouwers: 13.842 Scheidsrechter: Jeroen Manschot Video-assistent: Christiaan Bax              | Lennart Thy 39' Jarno Westerman 89'                                                                                                | Wedstrijdverslag | 41', 72' 90+1' Vangelis Pavlidis 46' (e.d.) Clint Leemans                                                                                            | Mous, Hamer, Reijnen ( 84' Westerman), Lachman, Nakayama, Dekker, Clement ( 31' Leemans), Bel Hassani, Elbers ( 57' Flemming), Johnsen, Thy                       |
| 2e speelronde | FC Utrecht | 3 – 1 (0 – 1)    | PEC Zwolle | Opstelling PEC Zwolle: |
| 11 augustus 2019 Aanvangstijd: 16.45 uur Plaats: Utrecht Stadion Galgenwaard Toeschouwers: 18.736 Scheidsrechter: Siemen Mulder Video-assistent: Martin van den Kerkhof   | Sean Klaiber 15' Simon Gustafson 44' 49' (pen.) Sander van de Streek 47' Willem Janssen 73'                                        | Wedstrijdverslag | 10' Dean Huiberts 16' Gustavo Hamer | Mous, Hamer ( 77' Van Wermeskerken), Reijnen, Dekker, Paal, Huiberts ( 85' Westerman), Nakayama, Flemming, Bel Hassani, Johnsen, Thy                              |
| 3e speelronde | SBV Vitesse | 3 – 0 (0 – 0)    | PEC Zwolle | Opstelling PEC Zwolle: |
| 16 augustus 2019 Aanvangstijd: 20.00 uur Plaats: Arnhem GelreDome Toeschouwers: 12.273 Scheidsrechter: Rob Dieperink Video-assistent: Christiaan Bax                      | Bryan Linssen 51' 80' Tim Matavž 52' (pen.) Vjatsjeslav Karavajev 64'                                                              | Wedstrijdverslag | 19' Zian Flemming 42' Thomas Bruns 45+3' Gustavo Hamer                                                                                               | Mous, Hamer, Reijnen, Dekker, Paal, Clement, Flemming ( 81' Huiberts), Bruns ( 66' Westerman), Bel Hassani, Johnsen ( 78' Elbers), Thy                            |
| 4e speelronde | PEC Zwolle | 2 – 2 (1 – 1)    | Sparta Rotterdam | Opstelling PEC Zwolle: |
| 25 augustus 2019 Aanvangstijd: 14.30 uur Plaats: Zwolle MAC³PARK stadion Toeschouwers: 12.532 Scheidsrechter: Serdar Gözübüyük Video-assistent: Richard Martens           | Iliass Bel Hassani 9' Pelle Clement 45+3' Rick Dekker 51' Lennart Thy 56'                                                          | Wedstrijdverslag | 8' Ragnar Ache 23' Bart Vriends 44' Adil Auassar 81' Lars Veldwijk                                                                                   | Mous, Hamer, Kersten ( 88' Doué), Dekker, Paal, Clement, Bel Hassani, Bruns ( 71' Saymak), Westerman ( 56' Van Wermeskerken), Johnsen, Thy                        |
| 5e speelronde | FC Emmen | 1 – 3 (1 – 3)    | PEC Zwolle | Opstelling PEC Zwolle: |
| 30 augustus 2019 Aanvangstijd: 20.00 uur Plaats: Emmen De Oude Meerdijk Toeschouwers: 8.293 Scheidsrechter: Martin van den Kerkhof Video-assistent: Dennis Higler         | Nick Bakker 6' 77' Filip Ugrinic 24' Sergio Peña 36' Keziah Veendorp 65' Wouter Marinus 90+2'                                      | Wedstrijdverslag | 17' Dennis Johnsen 27' Thomas Bruns 38' Iliass Bel Hassani                                                                                           | Mous, Van Wermeskerken, Kersten, Dekker, Paal, Clement ( 90+1' Reijnen), Hamer, Bruns ( 76' Flemming), Johnsen, Bel Hassani ( 76' Saymak), Thy                    |
| 6e speelronde | PEC Zwolle | 6 – 2 (1 – 2)    | RKC Waalwijk | Opstelling PEC Zwolle: |
| 15 september 2019 Aanvangstijd: 12.15 uur Plaats: Zwolle MAC³PARK stadion Toeschouwers: 13.028 Scheidsrechter: Jeroen Manschot Video-assistent: Luca Cantineau            | Iliass Bel Hassani 26' Gustavo Hamer 38' 90+3' Reza Ghoochannejhad 60', 81', 83', 88'                                              | Wedstrijdverslag | 28' Melle Meulensteen 31' Stanley Elbers 34' Clint Leemans 68' Juriën Gaari                                                                          | Mous, Van Wermeskerken, Kersten, Dekker, Paal, Clement, Hamer, Bruns ( 46' Saymak), Bel Hassani ( 86' Lachman), Johnsen ( 56' Ghoochannejhad), Thy                |
| 7e speelronde | FC Groningen | 2 – 0 (1 – 0)    | PEC Zwolle | Opstelling PEC Zwolle: |
| 21 september 2019 Aanvangstijd: 19.45 uur Plaats: Groningen Euroborg Toeschouwers: 16.471 Scheidsrechter: Sander van der Eijk Video-assistent: Jeroen Manschot            | Ramon Pascal Lundqvist 19' Ajdin Hrustić 59' Azor Matusiwa 64'                                                                     | Wedstrijdverslag | | Mous, Van Wermeskerken, Dekker, Kersten, Paal, Hamer, Clement, Bel Hassani ( 55' Ghoochannejhad), Bruns, Saymak ( 71' Johnsen), Thy                               |
| 8e speelronde | PEC Zwolle | 0 – 4 (0 – 1)    | PSV | Opstelling PEC Zwolle: |
| 29 september 2019 Aanvangstijd: 14.30 uur Plaats: Zwolle MAC³PARK stadion Toeschouwers: 13.482 Scheidsrechter: Dennis Higler Video-assistent: Allard Lindhout             | Gustavo Hamer 27' | Wedstrijdverslag | 30' Nick Viergever 39' Pablo Rosario 67' Jeroen Zoet 68' Donyell Malen 72' Ritsu Doan 86' Cody Gakpo 90+4' Érick Gutiérrez                           | Mous, Hamer, Lachman, Kersten, Van Wermeskerken, Saymak ( 90+1' Huiberts), Clement, Thy ( 73' Bruns), Johnsen, Ghoochannejhad, Bel Hassani ( 73' Van Crooij)      |
| 9e speelronde | sc Heerenveen | 1 – 0 (1 – 0)    | PEC Zwolle | Opstelling PEC Zwolle: |
| 5 oktober 2019 Aanvangstijd: 20.45 uur Plaats: Heerenveen Abe Lenstra Stadion Toeschouwers: 16.632 Scheidsrechter: Danny Makkelie Video-assistent: Ingmar Oostrom         | Mitchell van Bergen 45' | Wedstrijdverslag | 90+5' Vito van Crooij | Mous, Hamer ( 33' Bajselmani), Lachman, Kersten, Van Wermeskerken, Saymak ( 57' Dekker), Clement, Thy, Johnsen, Ghoochannejhad, Bel Hassani ( 75' Van Crooij)     |
| 10e speelronde | PEC Zwolle | 3 – 1 (1 – 1)    | ADO Den Haag | Opstelling PEC Zwolle: |
| 20 oktober 2019 Aanvangstijd: 12.15 uur Plaats: Zwolle MAC³PARK stadion Toeschouwers: 12.943 Scheidsrechter: Serdar Gözübüyük Video-assistent: Christiaan Bax             | Kenneth Paal 12' Iliass Bel Hassani 38' Reza Ghoochannejhad 74' Pelle Clement 89' 90+4' Vito van Crooij 90+1' Dennis Johnsen 90+6' | Wedstrijdverslag | 8' Michiel Kramer 31' Tom Beugelsdijk 89' Bilal Ould-Chikh                                                                                           | Mous, Van Wermeskerken ( 33' Bajselmani), Lachman, Nakayama, Paal, Hamer, Saymak, Clement, Bel Hassani ( 77' Johnsen), Van Crooij, Ghoochannejhad ( 90' Kersten)  |
| 11e speelronde | Heracles Almelo | 4 – 0 (1 – 0)    | PEC Zwolle | Opstelling PEC Zwolle: |
| 26 oktober 2019 Aanvangstijd: 20.45 uur Plaats: Almelo Polman Stadion Toeschouwers: 10.157 Scheidsrechter: Martin Pérez Video-assistent: Clay Ruperti                     | Lennart Czyborra 17' Silvester van der Water 65' Mauro Júnior 80' Joey Konings 90+1'                                               | Wedstrijdverslag | 13' Pelle Clement | Mous, Bajselmani ( 71' Thy), Lachman, Nakayama, Paal, Hamer, Saymak ( 20' Bruns), Clement, Bel Hassani, Van Crooij, Ghoochannejhad                                |
| 12e speelronde | PEC Zwolle | 2 – 4 (1 – 3)    | Ajax | Opstelling PEC Zwolle: |
| 1 november 2019 Aanvangstijd: 20.00 uur Plaats: Zwolle MAC³PARK stadion Toeschouwers: 14.000 Scheidsrechter: Björn Kuipers Video-assistent: Pol van Boekel                | Gustavo Hamer 7' 36' Mustafa Saymak 57' 62' Pelle Clement 63'                                                                      | Wedstrijdverslag | 6', 11' Quincy Promes 20', 88' David Neres 66' Donny van de Beek                                                                                     | Mous, Van Wermeskerken, Lachman, Lam, Paal, Nakayama, Hamer, Clement ( 79' Thy), Saymak ( 70' Dekker), Van Crooij, Ghoochannejhad ( 55' Johnsen)                  |
| 13e speelronde | FC Twente | 2 – 1 (2 – 0)    | PEC Zwolle | Opstelling PEC Zwolle: |
| 10 november 2019 Aanvangstijd: 14.30 uur Plaats: Enschede De Grolsch Veste Toeschouwers: 26.900 Scheidsrechter: Kevin Blom Video-assistent: Alex Bos                      | Haris Vučkić 16' Joel Latibeaudiere 25'                                                                                            | Wedstrijdverslag | 61' Reza Ghoochannejhad 81' Rick Dekker 85' Thomas Lam 90+2' Iliass Bel Hassani                                                                      | Mous, Van Wermeskerken, Lachman, Lam, Paal ( 40' Johnsen), Nakayama, Hamer, Dekker ( 83' Thy), Saymak ( 86' Bel Hassani), Van Crooij, Ghoochannejhad              |
| 14e speelronde | PEC Zwolle | 3 – 1 (1 – 0)    | Fortuna Sittard | Opstelling PEC Zwolle: |
| 23 november 2019 Aanvangstijd: 19.45 uur Plaats: Zwolle MAC³PARK stadion Toeschouwers: 13.912 Scheidsrechter: Joey Kooij Video-assistent: Erwin Blank                     | Mustafa Saymak 4' Rick Dekker 45+4' Reza Ghoochannejhad 57' Vito van Crooij 59' Iliass Bel Hassani 65' Lennart Thy 90+4'           | Wedstrijdverslag | 42' Amadou Ciss 64' Cian Harries 89' Vitalie Damașcan                                                                                                | Zetterer, Van Wermeskerken, Lachman, Lam, Van Polen ( 72' Johnsen), Dekker, Hamer, Clement, Saymak ( 28' Bel Hassani), Van Crooij ( 90+1' Thy), Ghoochannejhad    |
| 15e speelronde | Feyenoord | 1 – 0 (1 – 0)    | PEC Zwolle | Opstelling PEC Zwolle: |
| 1 december 2019 Aanvangstijd: 16.45 uur Plaats: Rotterdam Stadion Feijenoord Toeschouwers: 44.513 Scheidsrechter: Allard Lindhout Video-assistent: Kevin Blom             | Steven Berghuis 23' | Wedstrijdverslag | | Zetterer, Hamer, Lachman, Lam, Van Wermeskerken, Dekker, Van Crooij, Clement ( 86' Van Duinen), Bel Hassani ( 19' Huiberts), Johnsen, Thy                         |
| 16e speelronde | PEC Zwolle | 0 – 3 (0 – 2)    | AZ | Opstelling PEC Zwolle: |
| 7 december 2019 Aanvangstijd: 20.45 uur Plaats: Zwolle MAC³PARK stadion Toeschouwers: 13.708 Scheidsrechter: Serdar Gözübüyük Video-assistent: Bas Nijhuis                | | Wedstrijdverslag | 15' Myron Boadu 43', 65' Oussama Idrissi | Zetterer, Hamer, Lachman, Lam ( 73' Kersten), Van Wermeskerken, Dekker, Clement, Huiberts ( 82' Bruns), Van Crooij, Johnsen ( 70' Van Duinen), Thy                |
| 17e speelronde | VVV-Venlo | 1 – 2 (0 – 2)    | PEC Zwolle | Opstelling PEC Zwolle: |
| 14 december 2019 Aanvangstijd: 19.45 uur Plaats: Venlo De Koel Toeschouwers: 6.861 Scheidsrechter: Marc Nagtegaal Video-assistent: Siemen Mulder                          | Aaron Bastiaans 77' | Wedstrijdverslag | 11' 34' Kenneth Paal 24' Pelle Clement 90+2' Gustavo Hamer                                                                                           | Zetterer, Hamer, Lachman, Lam, Paal, Dekker ( 81' Kersten), Clement, Huiberts ( 88' Van Wermeskerken), Van Crooij, Van Duinen ( 67' Johnsen), Thy                 |
| 18e speelronde | PSV | 4 – 1 (2 – 1)    | PEC Zwolle | Opstelling PEC Zwolle: |
| 21 december 2019 Aanvangstijd: 19.45 uur Plaats: Eindhoven Philips Stadion Toeschouwers: 33.000 Scheidsrechter: Jeroen Manschot Video-assistent: Edwin van de Graaf       | Jorrit Hendrix 18' Mohammed Ihattaren 26' Bruma 50' Nick Viergever 60' Cody Gakpo 72'                                              | Wedstrijdverslag | 8' Rick Dekker 12' Mustafa Saymak 43' Vito van Crooij 68' Kenneth Paal 85' Lennart Thy                                                               | Zetterer, Van Wermeskerken, Lachman, Lam, Paal, Dekker ( 46' Johnsen), Clement, Huiberts ( 71' Van Duinen), Saymak ( 71' Kersten), Van Crooij, Thy                |
| 19e speelronde | PEC Zwolle | 3 – 3 (1 – 1)    | FC Utrecht | Opstelling PEC Zwolle: |
| 17 januari 2020 Aanvangstijd: 20.00 uur Plaats: Zwolle MAC³PARK stadion Toeschouwers: 13.102 Scheidsrechter: Jochem Kamphuis Video-assistent: Rob Dieperink               | Dean Huiberts 25' Mike van Duinen 27' Kenneth Paal 53' 67' Yuta Nakayama 89'                                                       | Wedstrijdverslag | 24' (pen.) Simon Gustafson 42' Mitchell van Rooijen 45+1' Joris van Overeem 70' Mark van der Maarel 71' Gyrano Kerk 77' Sean Klaiber 86' Issah Abass | Zetterer, Hamer, Kersten, Lam, Nakayama, Paal, Clement, Saymak ( 74' Johnsen), Huiberts ( 79' Dekker), Thy ( 74' Van Crooij), Van Duinen                          |
| 20e speelronde | Willem II | 0 – 0 (0 – 0)    | PEC Zwolle | Opstelling PEC Zwolle: |
| 26 januari 2020 Aanvangstijd: 14.30 uur Plaats: Tilburg Koning Willem II Stadion Toeschouwers: 13.337 Scheidsrechter: Erwin Blank Video-assistent: Martin van den Kerkhof | Pol Llonch 28' Freek Heerkens 38' Sebastian Holmén 90+5'                                                                           | Wedstrijdverslag | 43' Kenneth Paal 79' Thomas Lam 85' Pelle Clement | Zetterer, Hamer, Kersten, Lam, Nakayama, Paal, Clement, Saymak, Strieder ( 72' Van Polen), Thy ( 78' Johnsen), Van Duinen ( 90+1' Van Crooij)                     |
| 21e speelronde | PEC Zwolle | 1 – 0 (1 – 0)    | FC Groningen | Opstelling PEC Zwolle: |
| 1 februari 2020 Aanvangstijd: 20.45 uur Plaats: Zwolle MAC³PARK stadion Toeschouwers: 12.844 Scheidsrechter: Pol van Boekel Video-assistent: Christiaan Bax               | Yuta Nakayama 43' Sai van Wermeskerken 77' Bram van Polen 90+5'                                                                    | Wedstrijdverslag | 29' Mike te Wierik 30' Sam Schreck 90+5' Bart van Hintum                                                                                             | Zetterer, Hamer, Van Polen, Kersten, Nakayama, Van Werkeskerken, Clement, Saymak ( 27' Koorman), Strieder ( 78' Dekker), Thy ( 86' Johnsen), Van Duinen           |
| 22e speelronde | RKC Waalwijk | 0 – 0 (0 – 0)    | PEC Zwolle | Opstelling PEC Zwolle: |
| 8 februari 2020 Aanvangstijd: 20.45 uur Plaats: Waalwijk Mandemakers Stadion Toeschouwers: 5.257 Scheidsrechter: Siemen Mulder Video-assistent: Erwin Blank               | Juriën Gaari 28' Paul Quasten 85' Tijjani Reijnders 88'                                                                            | Wedstrijdverslag | 33' Rico Strieder 62' Thomas Lam 90+3' Gustavo Hamer                                                                                                 | Zetterer, Hamer, Van Polen, Kersten, Lam, Paal, Strieder, Nakayama, Clement, Thy ( 76' Ghoochannejhad), Van Duinen ( 68' Van Crooij)                              |
| 23e speelronde | PEC Zwolle | 3 – 4 (2 – 1)    | Feyenoord | Opstelling PEC Zwolle: |
| 16 februari 2020 Aanvangstijd: 16.45 uur Plaats: Zwolle MAC³PARK stadion Toeschouwers: 13.822 Scheidsrechter: Serdar Gözübüyük Video-assistent: Kevin Blom                | Lennart Thy 5' (pen.), 59' Mike van Duinen 11' Bram van Polen 52' Gustavo Hamer 87'                                                | Wedstrijdverslag | 30' Jens Toornstra 38' Leroy Fer 51', 65' Steven Berghuis 88' 88' Róbert Boženík                                                                     | Zetterer, Van Polen, Lam, Kersten ( 82' Johnsen), Nakayama, Paal, Hamer, Strieder ( 90' Koorman), Clement, Thy, Van Duinen                                        |
| 24e speelronde | AZ | 2 – 0 (0 – 0)    | PEC Zwolle | Opstelling PEC Zwolle: |
| 23 februari 2020 Aanvangstijd: 14.30 uur Plaats: Alkmaar AFAS Stadion Toeschouwers: 15.306 Scheidsrechter: Jochem Kamphuis Video-assistent: Laurens Gerrets               | Teun Koopmeiners 43' (pen.) 54' (pen.), 60' (pen.)                                                                                 | Wedstrijdverslag | 42' Michael Zetterer 59' Kenneth Paal | Zetterer, Van Polen, Lam, Kersten, Nakayama, Paal, Hamer, Strieder ( 46' Huiberts), Clement, Thy ( 69' Johnsen), Van Duinen ( 80' Ghoochannejhad)                 |
| 25e speelronde | PEC Zwolle | 4 – 3 (1 – 2)    | SBV Vitesse | Opstelling PEC Zwolle: |
| 29 februari 2020 Aanvangstijd: 19.45 uur Plaats: Zwolle MAC³PARK stadion Toeschouwers: 13.088 Scheidsrechter: Allard Lindhout Video-assistent: Erwin Blank                | Gustavo Hamer 6' Kenneth Paal 74' Reza Ghoochannejhad 90' (pen.) Pelle Clement 90+4'                                               | Wedstrijdverslag | 6' Tim Matavž 18' Matúš Bero 33', 90+2' 81' Oussama Tannane                                                                                          | Zetterer, Van Polen, Lam, Nakayama ( 46' Van Wermeskerken), Paal, Hamer, Strieder, Huiberts ( 87' Johnsen), Van Crooij ( 61' Ghoochannejhad), Van Duinen, Clement |
| 26e speelronde | Fortuna Sittard | 1 – 1 (0 – 0)    | PEC Zwolle | Opstelling PEC Zwolle: |
| 6 maart 2020 Aanvangstijd: 20.00 uur Plaats: Sittard Fortuna Sittard Stadion Toeschouwers: 10.071 Scheidsrechter: Martin van den Kerkhof Video-assistent: Allard Lindhout | Nikolai Baden Frederiksen 13' George Cox 71' Tesfaldet Tekie 89'                                                                   | Wedstrijdverslag | 37' Jarni Koorman 86' Gustavo Hamer 90' (pen.) Lennart Thy                                                                                           | Zetterer, Van Wermeskerken, Lam, Van Polen, Paal, Koorman ( 70' Nakayama), Hamer, Huiberts, Van Crooij ( 63' Ghoochannejhad), Van Duinen ( 82' Thy), Clement      |
| 27e speelronde | PEC Zwolle | Geannuleerd      | Heracles Almelo | Opstelling PEC Zwolle: |
| 14 maart 2020 Aanvangstijd: 19.45 uur Plaats: Zwolle MAC³PARK stadion | |                  | | |
| 28e speelronde | PEC Zwolle | Geannuleerd      | VVV-Venlo | Opstelling PEC Zwolle: |
| 21 maart 2020 Aanvangstijd: 19.45 uur Plaats: Zwolle MAC³PARK stadion | |                  | | |
| 29e speelronde | Ajax | Geannuleerd      | PEC Zwolle | Opstelling PEC Zwolle: |
| 5 april 2020 Aanvangstijd: 14.30 uur Plaats: Amsterdam Johan Cruijff ArenA                                                                                                | |                  | | |
| 30e speelronde | PEC Zwolle | Geannuleerd      | FC Twente | Opstelling PEC Zwolle: |
| 12 april 2020 Aanvangstijd: 16.45 uur Plaats: Zwolle MAC³PARK stadion | |                  | | |
| 31e speelronde | Sparta Rotterdam | Geannuleerd      | PEC Zwolle | Opstelling PEC Zwolle: |
| 21 april 2020 Aanvangstijd: 20.45 uur Plaats: Rotterdam Het Kasteel | |                  | | |
| 32e speelronde | PEC Zwolle | Geannuleerd      | sc Heerenveen | Opstelling PEC Zwolle: |
| 25 april 2020 Aanvangstijd: 20.45 uur Plaats: Zwolle MAC³PARK stadion | |                  | | |
| 33e speelronde | PEC Zwolle | Geannuleerd      | FC Emmen | Opstelling PEC Zwolle: |
| 3 mei 2020 Aanvangstijd: 14.30 uur Plaats: Zwolle MAC³PARK stadion | |                  | | |
| 34e speelronde | ADO Den Haag | Geannuleerd      | PEC Zwolle | Opstelling PEC Zwolle: |
| 10 mei 2020 Aanvangstijd: 14.30 uur Plaats: Den Haag Cars Jeans Stadion                                                                                                   | |                  | | |

### KNVB beker
| 1e ronde | HSV Hoek | 0 – 3 (0 – 0)    | PEC Zwolle                                                    | Opstelling PEC Zwolle: |
| 29 oktober 2019 Aanvangstijd: 19.45 uur Plaats: Hoek Sportpark Denoek Toeschouwers: 2.100 Scheidsrechter: Laurens Gerrets           | Jonathan Constancia 39' Ruben de Jager 87'                                                                              | Wedstrijdverslag | 17' Yuta Nakayama 58', 90+2' Lennart Thy 90+1' Dennis Johnsen | Mous, Van Warmeskerken, Lachman, Lam ( 46' Bel Hassani), Paal, Nakayama, Huiberts, Clement, Van Crooij ( 72' Westerman), Johnsen, Thy                    |
| 2e ronde | Fortuna Sittard | 3 – 0 (2 – 0)    | PEC Zwolle                                                    | Opstelling PEC Zwolle: |
| 17 december 2019 Aanvangstijd: 20.45 uur Plaats: Sittard Fortuna Sittard Stadion Toeschouwers: 2.322 Scheidsrechter: Christiaan Bax | Bassala Sambou 17' Rasmus Karjalainen 43' George Cox 55' Jorrit Smeets 65' Darryl Lachman 71' (e.d.) Àlex Carbonell 85' | Wedstrijdverslag | 36' Rick Dekker 59' Gustavo Hamer 67' Vito van Crooij         | Zetterer, Hamer, Lachman, Lam, Paal, Dekker ( 40' Van Warmeskerken), Huiberts, Clement, Van Crooij ( 80' Johnsen), Van Duinen ( 46' Ghoochannejhad), Thy |

## Selectie en technische staf

### Selectie 2019/20
| Nr.           | Nat.               | Naam                   | Competitie | Competitie | Beker      | Beker      | Totaal     | Totaal     | Contract tot | Seizoen    | Vorige club          | Debuut            |            |            |
| Nr.           | Nat.               | Naam                   | W          |            | W          |            | W          |            | Contract tot | Seizoen    | Vorige club          | Debuut            |            |            |
| Doelmannen    | Doelmannen         | Doelmannen             | Doelmannen | Doelmannen | Doelmannen | Doelmannen | Doelmannen | Doelmannen | Doelmannen   | Doelmannen | Doelmannen           | Doelmannen        | Doelmannen | Doelmannen |
| ------------- | ------------------ | ---------------------- | ---------- | ---------- | ---------- | ---------- | ---------- | ---------- | ------------ | ---------- | -------------------- | ----------------- | ---------- | ---------- |
| 1             | Vlag van Nederland | Xavier Mous            | 13         | 0          | 1          | 0          | 14         | 0          | 2021         | 1e         | SC Cambuur           | 2 augustus 2019   |            |            |
| 16            | Vlag van Duitsland | Michael Zetterer       | 13         | 0          | 1          | 0          | 14         | 0          | Huur         | 1e         | Werder Bremen        | 23 november 2019  |            |            |
| 26            | Vlag van Nederland | Enver Spijodic         | 0          | 0          | 0          | 0          | 0          | 0          | Jeugd        | 1e         | Jeugd                | –                 |            |            |
| 40            | Vlag van Nederland | Mike Hauptmeijer       | 0          | 0          | 0          | 0          | 0          | 0          | 2020         | 4e         | Jeugd                | 3 februari 2018   |            |            |
| Verdedigers   |                    |                        |            |            |            |            |            |            |              |            |                      |                   |            |            |
| 2             | Vlag van Nederland | Bram van Polen         | 8          | 0          | 0          | 0          | 8          | 0          | 2020         | 14e        | SBV Vitesse          | 12 oktober 2007   |            |            |
| 3             | Vlag van Finland   | Thomas Lam             | 14         | 0          | 2          | 0          | 16         | 0          | 2020         | 4e         | Nottingham Forest FC | 16 augustus 2014  |            |            |
| 4             | Vlag van Japan     | Yuta Nakayama          | 14         | 2          | 1          | 0          | 15         | 2          | 2022         | 2e         | Kashiwa Reysol       | 31 maart 2019     |            |            |
| 5             | Vlag van Nederland | Kenneth Paal           | 19         | 3          | 2          | 0          | 21         | 3          | 2022         | 2e         | PSV                  | 25 augustus 2018  |            |            |
| 15            | Vlag van Nederland | Sam Kersten            | 16         | 0          | 0          | 0          | 16         | 0          | 2021         | 1e         | FC Den Bosch         | 25 augustus 2019  |            |            |
| 23            | Vlag van Nederland | Etiënne Reijnen        | 4          | 0          | 0          | 0          | 4          | 0          | 2021         | 7e         | Maccabi Haifa        | 24 maart 2006     |            |            |
| 29            | Vlag van Curaçao   | Darryl Lachman         | 13         | 0          | 2          | 0          | 15         | 0          | 2021         | 5e         | Willem II            | 5 augustus 2011   |            |            |
| 31            | Vlag van Japan     | Sai van Wermeskerken   | 18         | 0          | 2          | 0          | 20         | 0          | 2021         | 1e         | SC Cambuur           | 11 augustus 2019  |            |            |
| 33            | Vlag van Frankrijk | Anthony Dekono         | 0          | 0          | 0          | 0          | 0          | 0          | 2021         | 1e         | Jeugd                | –                 |            |            |
| 36            | Vlag van Frankrijk | Marc Olivier Doué      | 1          | 0          | 0          | 0          | 1          | 0          | 2021         | 1e         | Jeugd                | 25 augustus 2019  |            |            |
| 47            | Vlag van Nederland | Destan Bajselmani      | 3          | 0          | 0          | 0          | 3          | 0          | Jeugd        | 2e         | Jeugd                | 5 oktober 2019    |            |            |
| Middenvelders |                    |                        |            |            |            |            |            |            |              |            |                      |                   |            |            |
| 6             | Vlag van Nederland | Mustafa Saymak         | 15         | 3          | 0          | 0          | 15         | 3          | 2022         | 8e         | Çaykur Rizespor      | 5 augustus 2011   |            |            |
| 8             | Vlag van Nederland | Clint Leemans          | 1          | 0          | 0          | 0          | 1          | 0          | 2021         | 2e         | VVV-Venlo            | 10 augustus 2018  |            |            |
| 11            | Vlag van Nederland | Iliass Bel Hassani     | 14         | 5          | 1          | 0          | 15         | 5          | 2021         | 1e         | AZ                   | 2 augustus 2019   |            |            |
| 13            | Vlag van Duitsland | Rico Strieder          | 6          | 0          | 0          | 0          | 6          | 0          | Huur         | 1e         | FC Utrecht           | 26 januari 2020   |            |            |
| 14            | Vlag van Nederland | Zian Flemming          | 4          | 0          | 0          | 0          | 4          | 0          | 2021         | 2e         | Ajax                 | 10 augustus 2018  |            |            |
| 19            | Vlag van Nederland | Rick Dekker            | 17         | 0          | 1          | 0          | 18         | 0          | 2020         | 6e         | Feyenoord (Jeugd)    | 5 oktober 2014    |            |            |
| 20            | Vlag van Nederland | Thomas Bruns           | 9          | 1          | 0          | 0          | 9          | 1          | Huur         | 1e         | Vitesse              | 16 augustus 2019  |            |            |
| 22            | Vlag van Nederland | Pelle Clement          | 24         | 3          | 2          | 0          | 26         | 3          | 2021         | 2e         | Reading FC           | 19 januari 2019   |            |            |
| 30            | Vlag van Nederland | Dean Huiberts          | 11         | 0          | 2          | 0          | 13         | 0          | 2022         | 1e         | Jeugd                | 11 augustus 2019  |            |            |
| 32            | Vlag van Nederland | Jarni Koorman          | 3          | 0          | 0          | 0          | 3          | 0          | 2020         | 1e         | Jeugd                | 1 februari 2020   |            |            |
| 38            | Vlag van Nederland | Gustavo Hamer          | 25         | 4          | 1          | 0          | 26         | 4          | 2021         | 2e         | Feyenoord            | 10 augustus 2018  |            |            |
| 48            | Vlag van Nederland | Gabi Caschili          | 0          | 0          | 0          | 0          | 0          | 0          | 2022         | 1e         | Jeugd                | –                 |            |            |
| 48            | Vlag van Nederland | Eliano Reijnders       | 0          | 0          | 0          | 0          | 0          | 0          | 2021         | 1e         | Jeugd                | –                 |            |            |
| 49            | Vlag van Nederland | Thomas van den Belt    | 0          | 0          | 0          | 0          | 0          | 0          | 2021         | 2e         | Jeugd                | –                 |            |            |
| Aanvallers    |                    |                        |            |            |            |            |            |            |              |            |                      |                   |            |            |
| 7             | Vlag van Nederland | Vito van Crooij        | 16         | 0          | 2          | 0          | 18         | 0          | 2022         | 2e         | VVV-Venlo            | 10 augustus 2018  |            |            |
| 8             | Vlag van Iran      | Reza Ghoochannejhad    | 13         | 7          | 1          | 0          | 14         | 7          | 2021         | 1e         | APOEL Nicosia        | 15 september 2019 |            |            |
| 9             | Vlag van Nederland | Mike van Duinen        | 12         | 2          | 1          | 0          | 13         | 2          | 2021         | 2e         | SBV Excelsior        | 10 augustus 2018  |            |            |
| 10            | Vlag van Duitsland | Lennart Thy            | 24         | 6          | 2          | 2          | 26         | 8          | 2020         | 2e         | BB Erzurumspor       | 19 januari 2019   |            |            |
| 17            | Vlag van Noorwegen | Dennis Johnsen         | 23         | 1          | 2          | 1          | 25         | 2          | Huur         | 1e         | Ajax                 | 2 augustus 2019   |            |            |
| 25            | Vlag van Nederland | Stanley Elbers         | 2          | 0          | 0          | 0          | 2          | 0          | 2020         | 2e         | SBV Excelsior        | 19 augustus 2018  |            |            |
| 34            | Vlag van Nederland | Jarno Westerman        | 4          | 0          | 1          | 0          | 5          | 0          | 2022         | 1e         | Jeugd                | 2 augustus 2019   |            |            |
| 39            | Vlag van Nederland | Quinten van den Heerik | 0          | 0          | 0          | 0          | 0          | 0          | 2022         | 1e         | Jeugd                | –                 |            |            |
| 45            | Vlag van Nederland | Chardi Landu           | 0          | 0          | 0          | 0          | 0          | 0          | Jeugd        | 1e         | Jeugd                | –                 |            |            |
| Nr.           | Nat.               | Naam                   | W          |            | W          |            | W          |            | Contract     | Seizoen    | Vorige club          | Debuut            |            |            |
| Nr.           | Nat.               | Naam                   | Competitie | Competitie | Beker      | Beker      | Totaal     | Totaal     | Contract     | Seizoen    | Vorige club          | Debuut            |            |            |

### Legenda
| # | Reden                                          |
| - | ---------------------------------------------- |
|   | Heeft de club in het lopende seizoen verlaten. |
|   | Heeft de club op huurbasis verlaten.           |

### Technische staf
| Naam                | Functie           |
| ------------------- | ----------------- |
| John Stegeman       | Hoofdtrainer      |
| Gert Peter de Gunst | Assistent-trainer |
| Henri van der Vegt  | Assistent-trainer |

## Statistieken PEC Zwolle 2019/2020

### Eindstand PEC Zwolle in de Nederlandse Eredivisie 2019 / 2020
| Stand | Gespeeld | Gewonnen | Gelijk | Verloren | Punten | Doelpunten voor | Doelpunten tegen | Gele kaarten | Rode kaarten |
| ----- | -------- | -------- | ------ | -------- | ------ | --------------- | ---------------- | ------------ | ------------ |
| 15e   | 26       | 7        | 5      | 14       | 26     | 37              | 55               | 45           | 2            |

### Topscorers
| #      | Naam                | Goal |
| ------ | ------------------- | ---- |
| 1.     | Reza Ghoochannejhad | 7    |
| 2.     | Lennart Thy         | 6    |
| 3.     | Iliass Bel Hassani  | 5    |
| 4.     | Gustavo Hamer       | 3    |
| 5.     | Pelle Clement       | 3    |
| 5.     | Kenneth Paal        | 3    |
| 5.     | Mustafa Saymak      | 3    |
| 8.     | Mike van Duinen     | 2    |
| 8.     | Yuta Nakayama       | 2    |
| 10.    | Thomas Bruns        | 1    |
| 10.    | Dennis Johnsen      | 1    |
| Totaal | Totaal              | 37   |

| #      | Naam           | Goal |
| ------ | -------------- | ---- |
| 1.     | Lennart Thy    | 2    |
| 2.     | Dennis Johnsen | 1    |
| Totaal | Totaal         | 3    |

| #      | Naam                | Goal |
| ------ | ------------------- | ---- |
| 1.     | Zian Flemming       | 8    |
| 2.     | Lennart Thy         | 4    |
| 3.     | Mike van Duinen     | 3    |
| 3.     | Eliano Reijnders    | 3    |
| 3.     | Jarno Westerman     | 3    |
| 6.     | Iliass Bel Hassani  | 2    |
| 6.     | Stanley Elbers      | 2    |
| 6.     | Dennis Johnsen      | 2    |
| 6.     | Clint Leemans       | 2    |
| 10.    | Stefan de Bert      | 1    |
| 10.    | Pelle Clement       | 1    |
| 10.    | Reza Ghoochannejhad | 1    |
| 10.    | Gustavo Hamer       | 1    |
| 10.    | Jan Quispel         | 1    |
| Totaal | Totaal              | 34   |

### Kaarten
| #      | Naam                 | Kreeg geel |
| ------ | -------------------- | ---------- |
| 1.     | Gustavo Hamer        | 8          |
| 2.     | Pelle Clement        | 6          |
| 2.     | Kenneth Paal         | 6          |
| 4.     | Vito van Crooij      | 4          |
| 4.     | Rick Dekker          | 4          |
| 6.     | Dean Huiberts        | 2          |
| 6.     | Thomas Lam           | 2          |
| 6.     | Bram van Polen       | 2          |
| 9.     | Iliass Bel Hassani   | 1          |
| 9.     | Thomas Bruns         | 1          |
| 9.     | Zian Flemming        | 1          |
| 9.     | Dennis Johnsen       | 1          |
| 9.     | Jarni Koorman        | 1          |
| 9.     | Rico Strieder        | 1          |
| 9.     | Mustafa Saymak       | 1          |
| 9.     | Lennart Thy          | 1          |
| 9.     | Sai van Wermeskerken | 1          |
| 9.     | Jarno Westerman      | 1          |
| 9.     | Michael Zetterer     | 1          |
| Totaal | Totaal               | 45         |

| #      | Naam        | Kreeg voor de tweede keer geel en dus rood |
| ------ | ----------- | ------------------------------------------ |
| –      | Geen speler | 0                                          |
| Totaal | Totaal      | 0                                          |

| #      | Naam                | Weggestuurd |
| ------ | ------------------- | ----------- |
| 1.     | Reza Ghoochannejhad | 1           |
| 1.     | Thomas Lam          | 1           |
| Totaal | Totaal              | 2           |

### Punten per speelronde
| Speelronde | 1 | 2 | 3 | 4 | 5 | 6 | 7 | 8 | 9 | 10 | 11 | 12 | 13 | 14 | 15 | 16 | 17 | 18 | 19 | 20 | 21 | 22 | 23 | 24 | 25 | 26 | 27          | 28          | 29          | 30          | 31          | 32          | 33          | 34          |
| ---------- | - | - | - | - | - | - | - | - | - | -- | -- | -- | -- | -- | -- | -- | -- | -- | -- | -- | -- | -- | -- | -- | -- | -- | ----------- | ----------- | ----------- | ----------- | ----------- | ----------- | ----------- | ----------- |
| Punten     | 0 | 0 | 0 | 1 | 3 | 3 | 0 | 0 | 0 | 3  | 0  | 0  | 0  | 3  | 0  | 0  | 3  | 0  | 1  | 1  | 3  | 1  | 0  | 0  | 3  | 1  | Geannuleerd | Geannuleerd | Geannuleerd | Geannuleerd | Geannuleerd | Geannuleerd | Geannuleerd | Geannuleerd |

### Punten na speelronde
| Speelronde | 1 | 2 | 3 | 4 | 5 | 6 | 7 | 8 | 9 | 10 | 11 | 12 | 13 | 14 | 15 | 16 | 17 | 18 | 19 | 20 | 21 | 22 | 23 | 24 | 25 | 26 | 27          | 28          | 29          | 30          | 31          | 32          | 33          | 34          |
| ---------- | - | - | - | - | - | - | - | - | - | -- | -- | -- | -- | -- | -- | -- | -- | -- | -- | -- | -- | -- | -- | -- | -- | -- | ----------- | ----------- | ----------- | ----------- | ----------- | ----------- | ----------- | ----------- |
| Punten     | 0 | 0 | 0 | 1 | 4 | 7 | 7 | 7 | 7 | 10 | 10 | 10 | 10 | 13 | 13 | 13 | 16 | 16 | 17 | 18 | 21 | 22 | 22 | 22 | 25 | 26 | Geannuleerd | Geannuleerd | Geannuleerd | Geannuleerd | Geannuleerd | Geannuleerd | Geannuleerd | Geannuleerd |

### Stand na speelronde
| Speelronde | 1   | 2   | 3   | 4   | 5   | 6   | 7   | 8   | 9   | 10  | 11  | 12  | 13  | 14  | 15  | 16  | 17  | 18  | 19  | 20  | 21  | 22  | 23  | 24  | 25  | 26  | 27          | 28          | 29          | 30          | 31          | 32          | 33          | 34          |
| ---------- | --- | --- | --- | --- | --- | --- | --- | --- | --- | --- | --- | --- | --- | --- | --- | --- | --- | --- | --- | --- | --- | --- | --- | --- | --- | --- | ----------- | ----------- | ----------- | ----------- | ----------- | ----------- | ----------- | ----------- |
| Stand      | 15e | 16e | 18e | 17e | 15e | 12e | 14e | 15e | 14e | 13e | 13e | 15e | 16e | 14e | 15e | 16e | 15e | 15e | 15e | 16e | 15e | 15e | 16e | 16e | 15e | 15e | Geannuleerd | Geannuleerd | Geannuleerd | Geannuleerd | Geannuleerd | Geannuleerd | Geannuleerd | Geannuleerd |

### Doelpunten per speelronde
| Speelronde | 1 | 2 | 3 | 4 | 5 | 6 | 7 | 8 | 9 | 10 | 11 | 12 | 13 | 14 | 15 | 16 | 17 | 18 | 19 | 20 | 21 | 22 | 23 | 24 | 25 | 26 | 27          | 28          | 29          | 30          | 31          | 32          | 33          | 34          | Totaal |
| ---------- | - | - | - | - | - | - | - | - | - | -- | -- | -- | -- | -- | -- | -- | -- | -- | -- | -- | -- | -- | -- | -- | -- | -- | ----------- | ----------- | ----------- | ----------- | ----------- | ----------- | ----------- | ----------- | ------ |
| Doelpunten | 1 | 1 | 0 | 2 | 3 | 6 | 0 | 0 | 0 | 3  | 0  | 2  | 1  | 3  | 0  | 0  | 2  | 1  | 3  | 0  | 1  | 0  | 3  | 0  | 4  | 1  | Geannuleerd | Geannuleerd | Geannuleerd | Geannuleerd | Geannuleerd | Geannuleerd | Geannuleerd | Geannuleerd | 37     |

### Toeschouwersaantal per speelronde
| Speelronde | 1      | 2      | 3      | 4      | 5     | 6      | 7      | 8      | 9      | 10          | 11          | 12          | 13          | 14          | 15          | 16          | 17          | Totaal  | Gemiddeld |
| ---------- | ------ | ------ | ------ | ------ | ----- | ------ | ------ | ------ | ------ | ----------- | ----------- | ----------- | ----------- | ----------- | ----------- | ----------- | ----------- | ------- | --------- |
| Thuis      | 13.824 | –      | –      | 12.532 | –     | 13.028 | –      | 13.482 | –      | 12.943      | –           | 14.000      | –           | 13.912      | –           | 13.708      | –           | 107.429 | 13.429    |
| Uit        | –      | 18.736 | 12.273 | –      | 8.293 | –      | 16.471 | –      | 16.632 | –           | 10.157      | –           | 26.900      | –           | 44.513      | –           | 6.861       | 160.836 | 17.871    |
| Speelronde | 18     | 19     | 20     | 21     | 22    | 23     | 24     | 25     | 26     | 27          | 28          | 29          | 30          | 31          | 32          | 33          | 34          | Totaal  | Gemiddeld |
| Thuis      | –      | 13.102 | –      | 12.844 | –     | 13.822 | –      | 13.088 | –      | Geannuleerd | Geannuleerd | Geannuleerd | Geannuleerd | Geannuleerd | Geannuleerd | Geannuleerd | Geannuleerd | 52.856  | 13.214    |
| Uit        | 33.000 | –      | 13.337 | –      | 5.257 | –      | 15.306 | –      | 10.071 | Geannuleerd | Geannuleerd | Geannuleerd | Geannuleerd | Geannuleerd | Geannuleerd | Geannuleerd | Geannuleerd | 76.971  | 15.394    |
|            |        |        |        |        |       |        |        |        |        |             |             |             |             |             |             |             |             | 392.411 | 15.093    |

## Mutaties

### Zomer

#### Aangetrokken
| Nr. | Nat. | Naam                 | Van             | Type         | Contract     | Transfersom | Bijzonderheid                 |
| --- | ---- | -------------------- | --------------- | ------------ | ------------ | ----------- | ----------------------------- |
| –   | NL   | Anass Achahbar       | N.E.C.          | –            | 30 juni 2020 | n.v.t.      | Terug van verhuurperiode      |
| 11  | NL   | Iliass Bel Hassani   | AZ              | Transfervrij | 30 juni 2021 | n.v.t.      | Met optie voor één seizoen    |
| 20  | NL   | Thomas Bruns         | Vitesse         | Op huurbasis | 30 juni 2020 | n.v.t.      | –                             |
| 8   | IR   | Reza Ghoochannejhad  | APOEL Nicosia   | –            | 30 juni 2021 | n.v.t.      | –                             |
| 40  | NL   | Mike Hauptmeijer     | Achilles '29    | –            | 30 juni 2020 | n.v.t.      | Terug van verhuurperiode      |
| 30  | NL   | Dean Huiberts        | Jeugd           | –            | 30 juni 2022 | n.v.t.      | –                             |
| –   | ZW   | Erik Israelsson      | Vålerenga IF    | –            | 30 juni 2019 | n.v.t.      | Terug van verhuurperiode      |
| 17  | NO   | Dennis Johnsen       | Ajax            | Op huurbasis | 30 juni 2020 | n.v.t.      | Met optie tot koop            |
| 15  | NL   | Sam Kersten          | FC Den Bosch    | Transfer     | 30 juni 2021 | Onbekend    | Met optie voor één seizoen    |
| –   | NL   | Ruben Ligeon         | De Graafschap   | –            | 30 juni 2020 | n.v.t.      | Terug van verhuurperiode      |
| 1   | NL   | Xavier Mous          | SC Cambuur      | Transfer     | 30 juni 2021 | €600.000,-  | Met optie voor één seizoen    |
| 5   | NL   | Kenneth Paal         | PSV             | Transfer     | 30 juni 2022 | €350.000,-  | Was afgelopen seizoen gehuurd |
| 23  | NL   | Etiënne Reijnen      | Maccabi Haifa   | Transfervrij | 30 juni 2021 | n.v.t.      | –                             |
| –   | NL   | Mustafa Saymak       | Çaykur Rizespor | Transfer     | 30 juni 2022 | n.v.t.      | –                             |
| 31  | JP   | Sai van Wermeskerken | SC Cambuur      | Transfervrij | 30 juni 2021 | n.v.t.      | Met optie voor één seizoen    |
| 16  | DE   | Michael Zetterer     | Werder Bremen   | Op huurbasis | 30 juni 2021 | n.v.t.      | –                             |

#### Vertrokken
| Nr. | Nat. | Naam                | Naar              | Type               | Transfersom  | Wed. | Dlpt. |
| --- | ---- | ------------------- | ----------------- | ------------------ | ------------ | ---- | ----- |
| –   | NL   | Anass Achahbar      | FC Dordrecht      | Contract ontbonden | n.v.t.       | 20   | 1     |
| 33  | NL   | Sepp van den Berg   | Liverpool FC      | Transfer           | €1.900.000,- | 23   | 0     |
| 1   | NL   | Diederik Boer       | Gestopt           | n.v.t.             | n.v.t.       | 382  | 0     |
| 34  | NL   | Ouasim Bouy         | Leeds United AFC  | Einde huurcontract | n.v.t.       | 61   | 4     |
| 23  | AU   | Dean Bouzanis       | Melbourne City FC | Einde huurcontract | n.v.t.       | 0    | 0     |
| 20  | NL   | Kingsley Ehizibue   | 1. FC Köln        | Transfer           | €2.000.000,- | 135  | 9     |
| 25  | NL   | Stanley Elbers      | RKC Waalwijk      | Op huurbasis       | n.v.t.       | 26   | 1     |
| 14  | NL   | Zian Flemming       | N.E.C.            | Op huurbasis       | n.v.t.       | 32   | 6     |
| 17  | AU   | Denis Genreau       | Melbourne City FC | Einde huurcontract | n.v.t.       | 12   | 0     |
| 16  | NL   | Mickey van der Hart | Lech Poznań       | Transfervrij       | n.v.t.       | 91   | 0     |
| –   | ZW   | Erik Israelsson     | Vålerenga IF      | Transfervrij       | n.v.t.       | 19   | 1     |
| 18  | NL   | Dico Koppers        | Almere City FC    | Transfervrij       | n.v.t.       | 2    | 0     |
| 8   | NL   | Clint Leemans       | RKC Waalwijk      | Op huurbasis       | n.v.t.       | 25   | 2     |
| 15  | NL   | Ruben Ligeon        | AS Trenčín        | Contract ontbonden | n.v.t.       | 5    | 0     |
| 39  | NL   | Lars Miedema        | FC Den Bosch      | Transfervrij       | n.v.t.       | 0    | 0     |
| 21  | DK   | Younes Namli        | FK Krasnodar      | Transfer           | €2.000.000,- | 72   | 11    |
| 5   | NL   | Kenneth Paal        | PSV               | Einde huurcontract | n.v.t.       | 32   | 0     |
| –   | NL   | Bas van Wijnen      | Harkemase Boys    | Transfervrij       | n.v.t.       | 1    | 0     |

#### Statistieken transfers zomer
| Gekochte spelers | Verkochte spelers | Gehuurde spelers | Verhuurde spelers | Spelers terug van verhuurperiode | Spelers einde van huurperiode | Transfervrij aangetrokken spelers | Transfervrij vertrokken spelers | Doorgestroomde jeugdspelers |
| ---------------- | ----------------- | ---------------- | ----------------- | -------------------------------- | ----------------------------- | --------------------------------- | ------------------------------- | --------------------------- |
| 3                | 3                 | 3                | 3                 | 4                                | 4                             | 4                                 | 7                               | 1                           |

### Winter

#### Aangetrokken
| Nr. | Nat. | Naam          | Van        | Type         | Contract     | Transfersom | Bijzonderheid |
| --- | ---- | ------------- | ---------- | ------------ | ------------ | ----------- | ------------- |
| 13  | DE   | Rico Strieder | FC Utrecht | Op huurbasis | 30 juni 2020 | n.v.t.      | –             |

#### Vertrokken
| Nr. | Nat. | Naam               | Naar             | Type               | Transfersom | Wed. | Dlpt. |
| --- | ---- | ------------------ | ---------------- | ------------------ | ----------- | ---- | ----- |
| 11  | NL   | Iliass Bel Hassani | Al-Wakrah SC     | Transfervrij       | n.v.t.      | 15   | 5     |
| 20  | NL   | Thomas Bruns       | Vitesse          | Einde huurcontract | n.v.t.      | 8    | 1     |
| 29  | CW   | Darryl Lachman     | Hapoel Ra'annana | Transfervrij       | n.v.t.      | 140  | 3     |

#### Statistieken transfers winter
| Gekochte spelers | Verkochte spelers | Gehuurde spelers | Verhuurde spelers | Spelers terug van verhuurperiode | Spelers einde van huurperiode | Transfervrij aangetrokken spelers | Transfervrij vertrokken spelers | Doorgestroomde jeugdspelers |
| ---------------- | ----------------- | ---------------- | ----------------- | -------------------------------- | ----------------------------- | --------------------------------- | ------------------------------- | --------------------------- |
| 0                | 0                 | 1                | 0                 | 0                                | 1                             | 0                                 | 2                               | 0                           |

## Voetnoten
ADO Den Haag ·
Ajax ·
AZ ·
FC Emmen ·
Feyenoord ·
Fortuna Sittard ·
FC Groningen ·
sc Heerenveen ·
Heracles Almelo ·
PEC Zwolle · 
PSV ·
RKC Waalwijk ·
Sparta Rotterdam ·
FC Twente ·
FC Utrecht ·
Vitesse ·
VVV-Venlo ·
Willem II